# Als Odde
Als Odde er et klit- og strand område med skov, på nordsiden af Mariager Fjord ved udmundingen til Kattegat (Aalborg Bugt), 20 km sydøst for Hadsund i Mariagerfjord Kommune. Den har givet navn til landsbyen Odde, som ligger en halv kilometer syd for Helberskov.
Den meget lavvandede odde er et yndet udflugtsmål for skarver fra skarv-kolonien ved Tofte Sø. Det er hovedsageligt fisken ising skarven fanger i området.
I kolde vintre og efterårsstorme trækker ænder, gæs og svaner i ly i området i tusindvis.
Der findes lystbådehavn og kiosk ved odden, og en restaurant i forbindelse med et større sommerhusområde. Kursuscentret Himmerlandsgården er beliggende på Als Odde.